# Jacoona yojana
Jacoona yojana är en fjärilsart som beskrevs av Adalbert Seitz 1926. Jacoona yojana ingår i släktet Jacoona och familjen juvelvingar. Inga underarter finns listade i Catalogue of Life.